# Richard Ledezma
Richard Ledezma (Phoenix, 6 september 2000) is een Amerikaans voetballer van Mexicaanse afkomst die doorgaans als middenvelder speelt. Hij verruilde de jeugdopleiding van Real Salt Lake in januari 2019 voor PSV, waar hij aansloot bij de selectie van Jong PSV. Op 1 november 2020 maakte hij zijn debuut in het eerste van PSV tegen ADO Den Haag.

## Carrière
Ledezma speelde in zijn jeugd voor de Zions Bank Real Academy, de jeugdopleiding van Real Salt Lake. In 2018 was hij actief voor Real Monarchs, het reserveteam van deze club, dat in de USL Championship speelde. Begin 2019 vertrok hij naar PSV, waar hij in het begin van het seizoen 2019/20 deel ging uitmaken van de selectie van Jong PSV. Hij debuteerde op 12 augustus 2019 voor dit elftal in de Eerste divisie, in een met 2–2 gelijkgespeelde thuiswedstrijd tegen FC Den Bosch. Hij kwam na de rust in het veld voor Mohammed Ihattaren. Na twee wedstrijden maakte coach Peter Uneken hem een vaste basisspeler. Op 1 november 2020 maakte Ledezma tegen ADO Den Haag (4–0 winst) zijn debuut in de hoofdmacht van PSV. Hij kwam in de 74ste minuut in het veld voor Mauro Júnior en gaf tien minuten later de assist op de 3–0 van Ryan Thomas. Daarna mocht hij steeds vaker invallen in de Eredivisie en de Europa League. In zijn zesde wedstrijd voor PSV, tegen Omonia Nicosia in de Europa League (4–0 winst), raakte Ledezma zwaar geblesseerd aan zijn rechterknie. Hij scheurde zijn voorste kruisband en was voor de rest van het seizoen uitgeschakeld.
In maart 2023 werd Ledezma door PSV voor de rest van het kalenderjaar verhuurd aan het Amerikaanse New York City. Begin 2024 sloot hij weer aan bij PSV.

## Clubstatistieken

### Beloften
| Seizoen         | Club            | Competitie      | Competitie | Competitie |
| Seizoen         | Club            | Competitie      | Wed.       | Dlp.       |
| --------------- | --------------- | --------------- | ---------- | ---------- |
| 2019/20         | Jong PSV        | Eerste divisie  | 25         | 4          |
| 2020/21         | Jong PSV        | Eerste divisie  | 9          | 2          |
| 2021/22         | Jong PSV        | Eerste divisie  | 7          | 1          |
| 2022/23         | Jong PSV        | Eerste divisie  | 6          | 0          |
| Beloften totaal | Beloften totaal | Beloften totaal | 47         | 7          |

### Senioren
| Seizoen                    | Club            | Competitie      | Competitie | Competitie | Beker | Beker | Europa | Europa | Totaal | Totaal |
| Seizoen                    | Club            | Competitie      | Wed.       | Dlp.       | Wed.  | Dlp.  | Wed.   | Dlp.   | Wed.   | Dlp.   |
| -------------------------- | --------------- | --------------- | ---------- | ---------- | ----- | ----- | ------ | ------ | ------ | ------ |
| 2018                       | Real Monarchs   | Championship    | 5          | 1          | 0     | 0     | –      | –      | 5      | 1      |
| 2020/21                    | PSV             | Eredivisie      | 3          | 0          | 0     | 0     | 3      | 0      | 6      | 0      |
| 2021/22                    | PSV             | Eredivisie      | 5          | 1          | 0     | 0     | 1      | 0      | 6      | 1      |
| 2022/23                    | PSV             | Eredivisie      | 7          | 0          | 1     | 0     | 3      | 0      | 11     | 0      |
| 2023                       | → New York City | MLS             | 23         | 0          | 3     | 0     | 1      | 0      | 27     | 0      |
| 2023/24                    | PSV             | Eredivisie      | 1          | 0          | 0     | 0     | –      | –      | 1      | 0      |
| 2024/25                    | PSV             | Eredivisie      | 24         | 1          | 3     | 0     | 11     | 0      | 38     | 1      |
| Senioren totaal            | Senioren totaal | Senioren totaal | 68         | 3          | 7     | 0     | 19     | 0      | 94     | 3      |
| Carrièretotaal             | Carrièretotaal  | Carrièretotaal  | 115        | 10         | 7     | 0     | 19     | 0      | 141    | 10     |
| Bijgewerkt op 13 juni 2025 |                 |                 |            |            |       |       |        |        |        |        |

## Interlandcarrière
Ledezma maakte deel uit van verschillende Amerikaanse nationale jeugdelftallen. Hij nam met VS –20 deel aan het WK –20 van 2019. Ledezma maakte op 16 november 2020 zijn debuut in het Amerikaans voetbalelftal in een vriendschappelijke wedstrijd tegen Panama. De wedstrijd eindigde in 6–2 voor de Amerikanen en Ledezma gaf twee assists.
| Interlands van Richard Ledezma voor Verenigde Staten | Interlands van Richard Ledezma voor Verenigde Staten | Interlands van Richard Ledezma voor Verenigde Staten | Interlands van Richard Ledezma voor Verenigde Staten | Interlands van Richard Ledezma voor Verenigde Staten | Interlands van Richard Ledezma voor Verenigde Staten |
| No.                                                  | Datum                                                | Wedstrijd                                            | Uitslag                                              | Competitie                                           |                                                      |
| Als speler bij PSV                                   | Als speler bij PSV                                   | Als speler bij PSV                                   | Als speler bij PSV                                   | Als speler bij PSV                                   | Als speler bij PSV                                   |
| ---------------------------------------------------- | ---------------------------------------------------- | ---------------------------------------------------- | ---------------------------------------------------- | ---------------------------------------------------- | ---------------------------------------------------- |
| 1.                                                   | 16 november 2020                                     | Verenigde Staten – Panama                            | 6 – 2                                                | Vriendschappelijk                                    |                                                      |

## Erelijst
| Eredivisie           | 2x | 2023/24, 2024/25 |
| KNVB Beker           | 1x | 2021/22          |
| Johan Cruijff Schaal | 2x | 2021, 2022       |